# Гурий (Заболотский)

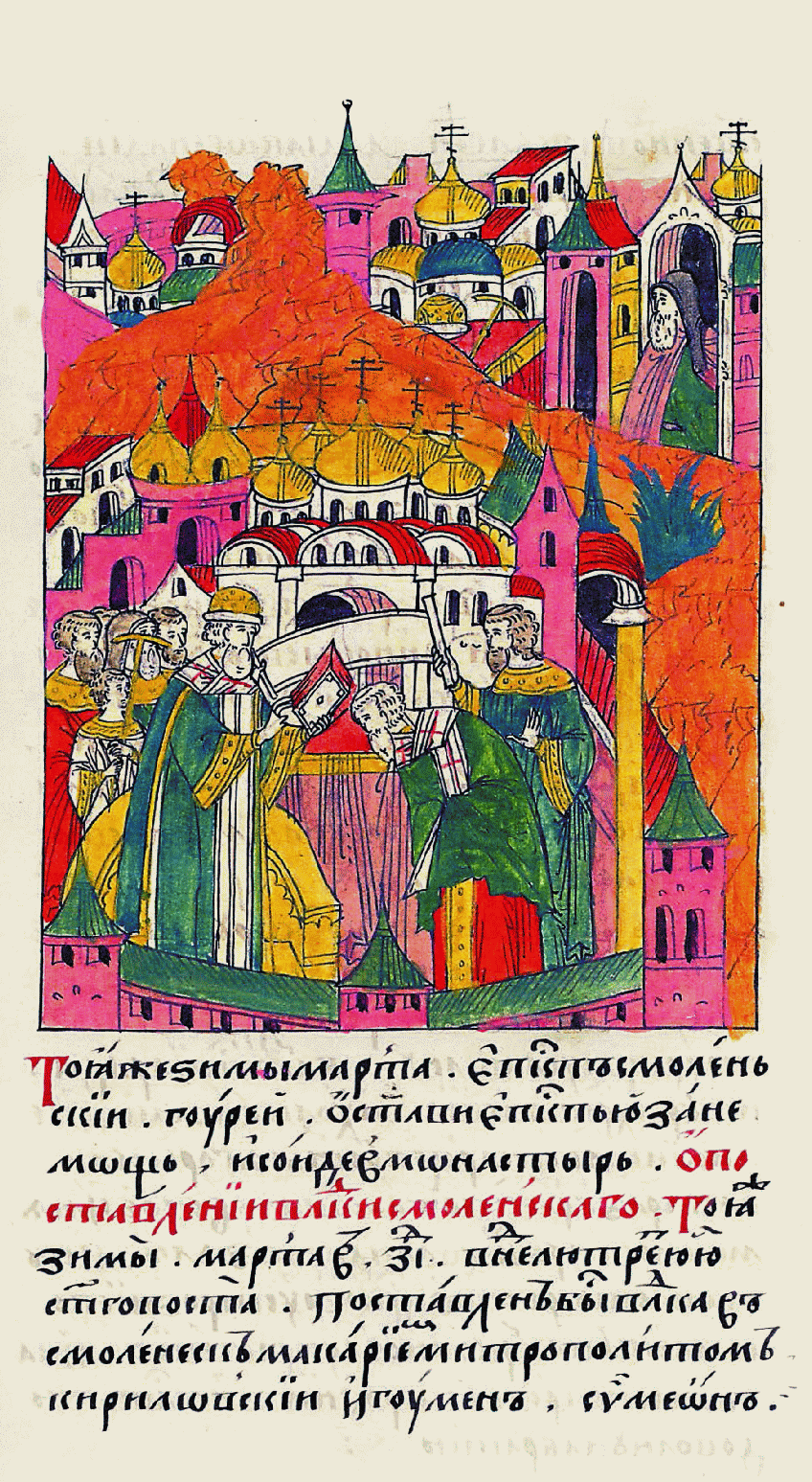
Лицевой летописный свод: «Той же зимой в марте епископ Смоленский Гурий оставил епископию по немощи и сошел в монастырь. О поставлении владыки Смоленского. Той же зимой в марте в 17 день, в неделю третью святого Поста, поставлен был владыка в Смоленск Макарием митрополитом, бывший кирилловский игумен Симеон»

Епископ Гурий Заболотский (XVI век) — епископ Русской православной церкви, епископ Смоленский и Брянский.

## Биография
Потомок родовитых смоленских бояр Заболоцких — их родовое имение было в селе Заболотье Ельнинского уезда.
В 1539 году он упоминается игуменом Николаевского Пешношского монастыря. Затем — архимандрит Симонова монастыря.
16 марта 1539 года хиротонисан во епископа Смоленского и Брянского.
В 1551 года был участником Стоглавого собора.
В марте 1555 года, по болезни, оставил епархию.
Год кончины его неизвестен. Погребён, по его желанию, в Пешношском монастыре.